# La Trilogie marseillaise
La Trilogie marseillaise est une mini-série télévisée française en 3 épisodes de 90 minutes, créée et réalisée par Nicolas Ribowski d'après l'œuvre de Marcel Pagnol et diffusée entre le 17 avril 2000 et le 24 avril 2000 sur France 2.

## Synopsis
L'histoire de Marius, de Fanny et César.

## Distribution
- Roger Hanin : César Olivier
- Bernard Larmande : Félix Escartefigue
- Gaëla Le Devehat : Fanny Cabanis
- Eric Poulain : Marius Olivier
- Henri Tisot : Honoré Panisse

## Épisodes
1. Marius
2. Fanny
3. César